# Diocese de Matehuala
A Diocese de Matehuala (em latim: Dioecesis Matehualensis) é uma diocese da Igreja Católica localizada no município de Matehuala, no estado de San Luis Potosí, pertencente a Arquidiocese de San Luis Potosí no México. Foi fundada em 28 de maio de 1997 pelo Papa João Paulo II. Com uma população católica de 210.388 habitantes, sendo 78,1% da população total, possui 17 paróquias com dados de 2021.

## História
Em 28 de maio de 1997 o Papa João Paulo II cria a Diocese de Matehuala através dos territórios da Arquidiocese de San Luis Potosí e da Diocese de Ciudad Valles.

## Lista de bispos
A seguir uma lista de bispos desde a criação da diocese em 1997.
|                     | Nome                       | Período             | Notas                     |
| Bispos de Matehuala | Bispos de Matehuala        | Bispos de Matehuala | Bispos de Matehuala       |
| ------------------- | -------------------------- | ------------------- | ------------------------- |
| 3º                  | Margarito Salazar Cárdenas | 2018 - atual        |                           |
| 2º                  | Lucas Martínez Lara        | 2006 - 2018         | Faleceu no cargo          |
| 1º                  | Rodrigo Aguilar Martínez   | 1997 - 2006         | Nomeado bispo de Tehuacán |